# Rubus anisacanthos
Rubus anisacanthos är en rosväxtart som beskrevs av Gottlieb Braun. Rubus anisacanthos ingår i släktet rubusar, och familjen rosväxter. Inga underarter finns listade i Catalogue of Life.